# Œuf de Fabergé
Pour les articles homonymes, voir Fabergé (homonymie).
Ne pas confondre avec l'entreprise de parfumerie Fabergé.

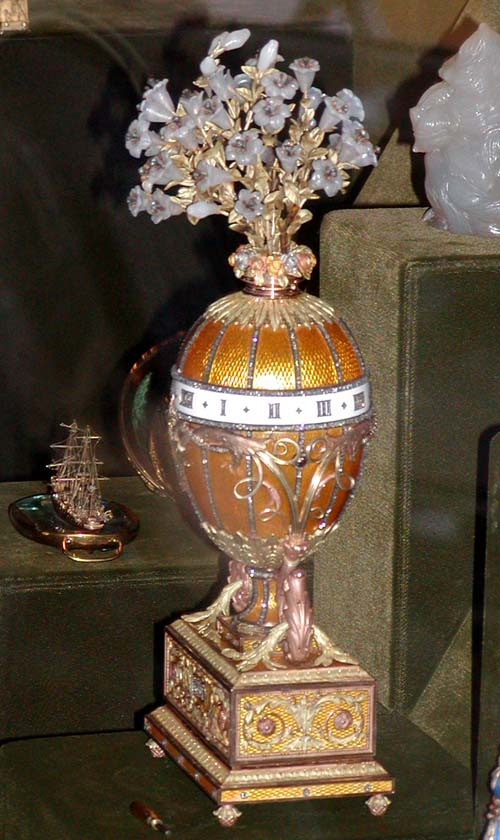
LŒuf des muguets de la Madone réalisé par Fabergé en 1899 pour Nicolas II.

Les œufs de Fabergé sont des objets précieux créés par le joaillier Pierre-Karl Fabergé.
Les œufs les plus célèbres ont été fabriqués pour Alexandre III et Nicolas II de Russie, qui les offraient à leurs épouses respectives, Maria Feodorovna et Alexandra Feodorovna, pour la fête de Pâques. 
Sur les 54 réalisés, six ont été perdus, tandis que deux autres œufs ont été créés mais non livrés, les œufs Constellation (connus en deux exemplaires) et œuf de bouleau (ou de Carélie) pour l'année 1917.
Sept gros œufs ont aussi été fabriqués pour la famille Kelch de Moscou.
Les œufs sont faits de métaux précieux ou de pierres dures décorées avec des combinaisons d'émail et de pierres précieuses.
Le terme « œuf de Fabergé » est devenu synonyme de luxe et les œufs sont considérés comme des chefs-d'œuvre de la joaillerie. Les œufs de Pâques Pierre-Karl Fabergé impériaux sont considérés comme la dernière grande série de commissions pour objets d'art.

## Histoire
Les Fabergé sont issus d'une famille huguenote française qui émigre à la suite de la révocation de l'édit de Nantes (par l'édit de Fontainebleau) sur décision de Louis XIV en 1685. La famille erre en Europe de l'Est pendant plus d'un siècle avant de s'installer dans la capitale russe, Saint-Pétersbourg, où le père de Pierre-Karl, orfèvre, fonde la Maison Fabergé en 1842. Après des études en Allemagne, en France, en Angleterre et chez les maîtres joailliers européens, Pierre-Karl reprend les rênes de l’entreprise familiale en 1872. En dix ans il hisse la Maison Fabergé au plus haut niveau et est remarqué par le tsar Alexandre III.
Le souverain décide d'offrir à sa femme l'impératrice Maria Fedorovna un œuf de Pâques en 1885, peut-être pour célébrer le vingtième anniversaire de leurs fiançailles, et fait appel au joaillier. L'œuf renvoie à une tradition païenne de célébration du renouveau de la nature au printemps, tradition associée par la suite à la résurrection du Christ à travers les œufs de Pâques.
On pense que l'inspiration du Tsar pour ce premier œuf fut une pièce possédée par la tante de l'Impératrice, la princesse Wilhelmine-Marie de Danemark, qui avait captivé l'imagination de Maria dans son enfance. Connu sous le nom d'œuf à la poule, le cadeau du tsar est en or, sa coquille blanche opaque émaillée s'ouvre pour révéler sa première surprise, un jaune d'or mat qui contient lui-même une poule, de couleur or, qui s'ouvre également. Il contient une réplique de diamants miniature de la Couronne impériale à laquelle un petit pendentif rubis a été suspendu. Malheureusement, ces deux dernières surprises ont été perdues.
L'impératrice Marie est tellement enchantée par cet œuf qu'Alexandre III nomme Fabergé « orfèvre par nomination spéciale à la couronne impériale ». Un autre œuf est commandé l'année suivante. Pierre-Karl Fabergé, qui a dirigé la Chambre, a apparemment une totale liberté pour l'avenir des œufs impériaux de Pâques. Leurs dessins et modèles deviennent plus complexes. Selon la tradition, même le tsar ignorait quelle forme ils allaient prendre : la seule obligation était que chacun devait contenir une « surprise » rappelant l'histoire de la famille impériale. À la mort d'Alexandre III le 1er novembre 1894, son fils offre un œuf de Fabergé à la fois à son épouse, l'impératrice Alexandra Fedorovna et à sa mère, l'impératrice douairière Maria Fedorovna. Une fois un dessin ou modèle initial approuvé par Pierre-Karl Fabergé, le travail est réalisé par toute une équipe d'artisans, parmi lesquels Mikhaïl Perkhine, Henrik Wigström et Erik August Kollin.
En raison de la guerre russo-japonaise, aucun œuf n'est réalisé en 1904 et 1905.
Outre les 54 œufs impériaux, 17 autres ont été commandés par quelques clients privés, tels que la duchesse de Marlborough, les Rothschild et le Prince Ioussoupov. Parmi eux se trouve une série de 7 œufs réalisés pour l'industriel Alexander Kelch.
Lors de la révolution bolchevique de 1917, les ateliers Fabergé sont nationalisés et convertis en fabriques d'armes de guerre, et la famille Fabergé se réfugie en Suisse. Une partie de la collection des œufs impériaux est vendue à l'étranger afin d'obtenir des devises étrangères mais 24 œufs sont placés dans le palais des Armures. En 1927, Staline en vend quatorze, n'en laissant ainsi que dix au Kremlin.
Une autre collection de douze œufs de Fabergé est rassemblée par l'éditeur américain Malcolm Forbes. En février 2004, les héritiers Forbes souhaitent vendre la collection chez Sotheby’s mais Elena Gagarine, fille du cosmonaute Youri Gagarine et directrice des Musées du Kremlin de Moscou, souhaite leur retour en Russie. L'homme d'affaires russe Viktor Vekselberg acquiert l'ensemble de la collection avant les enchères, de gré à gré, pour 100 millions de dollars afin de « rendre à son pays l'un de ses trésors les plus vénérés ». Transportée en Russie, cette collection est exposée depuis novembre 2013 à Saint-Pétersbourg au palais Chouvalov dans lequel est ouvert le musée Fabergé. Ce musée possède actuellement la plus grande collection d’œufs de Fabergé dans le monde, quatorze dont neuf sont des œufs impériaux.
Les œufs de Fabergé ont été produits sous licence par l'entreprise de joaillerie Victor Mayer à Pforzheim de 1989 à 2009. En 2007, le nom Fabergé est racheté avec l’accord de l'arrière-petite-fille de Pierre-Karl, Tatiana Fabergé. L'artiste joaillier français Frédéric Zaavy préside aux nouvelles créations, en veillant à préserver l’esprit du fondateur. En 2010, s’est ouverte la première boutique Fabergé depuis 1915, à Genève, pour une présentation de cent créations de haute joaillerie.

## Œufs «impériaux»

### Œufs offerts par le tsarAlexandre IIIà sa femme l'impératriceMaria Fedorovna
| Année | Nom de l’Œuf                               | Image | Description | Propriétaire                                 |
| ----- | ------------------------------------------ | ----- | --- | -------------------------------------------- |
| 1885  | Œuf à la poule                             |       | Premier œuf créé par Fabergé pour le tsar Alexandre III. L'impératrice l'apprécia tellement qu'Alexandre commanda un œuf à Fabergé à chaque fête de Pâques. | Collection Viktor Vekselberg, Russie         |
| 1886  | Œuf à la poule dans un panier              |       | Dit aussi Poule avec pendentif de saphir | disparu                                      |
| 1887  | Troisième œuf impérial (en)                |       | Œuf dont la trace avait été perdue en 1964. Acheté pour son or par un ferrailleur aux États-Unis avant que ce dernier ne l'identifie en 2014 et ne le revende au joaillier Wartski pour un collectionneur anonyme | Collection privée                            |
| 1888  | Ange avec un œuf dans un chariot           |       | Également connu sous le nom d'Ange avec œuf dans le char. Livré en 1888 à Alexandre III, c'est l'un des œufs impériaux perdus, donc peu de détails sont connus à son sujet (illustration ci-contre par photomontage) | disparu                                      |
| 1889  | Œuf aux perles (dit aussi Œuf Nécessaire). |       | Fabriqué et livré à Alexandre III, qui l'a présenté à sa femme, Maria Feodorovna, à Pâques 1889. | disparu                                      |
| 1890  | Œuf aux palais danois                      |       | Un émail transparent rose mauve recouvre sur un guilloché a répétitions, divisées dans 12 segments par les filets verticaux et horizontaux de feuilles de laurier et des cristaux autrichiens, chaque intersection marquée par un vert émeraude. L'œuf s'ouvre pour révéler un panneau-accordéon de dix tableaux miniatures montrant dix résidences impériales dans lesquelles la tsarine aime séjourner. | Matilda Geddings Gray Foundation, États-Unis |
| 1891  | Œuf au Pamyat Azova                        |       | L'œuf en héliotrope, un jaspe vert, se présente comme une coquille ornée d'entrelacs rococo évoquant les vagues et de couronnes d'écumes en diamants. Il est fermé par un rubis. Le croiseur cuirassé Mémoire d'Azov (le Pamyat Azova) qui constitue la surprise est posé sur une mer d'aigue-marine | Palais des Armures, Moscou                   |
| 1892  | Œuf au treillis de diamants                |       | La surprise, un éléphant automate que l'on croyait perdu depuis de nombreuses années, a été identifié en 2015 comme faisant partie de la collection du British Royal Collection Trust. | British Royal Collection Trust, Angleterre   |
| 1893  | Œuf du Caucase                             |       | Premier œuf à être daté, il représente les paysages du Caucase et a comme surprise une miniature du Grand Duc Georges le représentant à 22 ans en uniforme. Le frère cadet de l'empereur Nicolas II mort de la tuberculose vit ses dernières années de maladie au Palais d'Abastoumani dans le Caucase | Matilda Geddings Gray Foundation, États-Unis |
| 1894  | Œuf Régence (en)                           |       | Dit aussi l'Œuf Renaissance. Dernier œuf offert par Alexandre III à sa femme, il est en onyx blanc orné de motifs émaillé et de cabochons en diamants et rubis. Deux têtes de lions en or forment les poignées. Il renfermait comme surprise l’œuf de la Résurrection ou, selon une autre hypothèse, une petite statue du Christ ressuscité                                                               | Collection Viktor Vekselberg                 |

### Œufs offerts par le tsarNicolas IIà sa mère l'impératrice douairièreMaria Fedorovna
| Année | Nom de l’Œuf                                  | Image | Description | Propriétaire                                     |
| ----- | --------------------------------------------- | ----- | --- | ------------------------------------------------ |
| 1895  | Œuf à la pendulette à serpent                 |       | | Albert II, Monaco                                |
| 1896  | Œuf aux douze monogrammes                     |       | | Hillwood Museum, États-Unis                      |
| 1897  | Œuf Mauve                                     |       | | disparu, sauf miniatures, Russie                 |
| 1897  | Œuf au pélican                                |       | Fabriqué sous la direction de Fabergé en 1898 par les ateliers Fabergé. L'orfèvre responsable était Michael Perchin. L'œuf est l'un des deux de style Art Nouveau. Il a été présenté le 5 avril 1897 au tsar Nicolas II, et a été utilisé comme cadeau à la tsarine Alexandra Fiodorovna.                                 | Musée des Beaux-Arts de Virginie, États-Unis     |
| 1899  | Œuf aux pensées                               |       | | Collection privée, États-Unis                    |
| 1900  | Œuf au coucou                                 |       | | Viktor Vekselberg, Russie                        |
| 1901  | Œuf du palais de Gatchina                     |       | Réalisé en émail opalescent blanc, or "quatre- couleurs" (blanc, rouge, vert et jaune) et décor de perles de culture | Walters Art Museum, États-Unis                   |
| 1902  | Œuf Empire Néphrite                           |       | Néphrite | Collection privée, États-Unis                    |
| 1903  | Œuf du jubilé danois                          |       | | disparu                                          |
| 1906  | Œuf au cygne                                  |       | | Fondation Edouard et Maurice-Yves Sandoz, Suisse |
| 1907  | Œuf au trophée d'amour                        |       | | Collection privée, États-Unis                    |
| 1908  | Œuf au paon                                   |       | | Fondation Edouard et Maurice Sandoz, Suisse      |
| 1909  | Œuf commémoratif d'Alexandre III              |       | | disparu                                          |
| 1910  | Œuf d'Alexandre III équestre                  |       | | Palais des Armures, Moscou                       |
| 1911  | Œuf du laurier (ou Œuf à l'oranger,)          |       | | Viktor Vekselberg, Russie                        |
| 1912  | Œuf Napoléonien                               |       | Œuf créé à l'occasion du centenaire de la bataille de Borodino | Matilda Geddings Gray Foundation, États-Unis     |
| 1913  | Œuf de l'hiver (en)                           |       | Constitué de deux blocs de cristal de roche sertis de fins diamants, il s'ouvre sur une corbeille d'edelweiss | Collection privée, Qatar                         |
| 1914  | Œuf en grisaille ou Catherine la Grande       |       | Réalisé par le chef d'atelier Henrik Wigström. À l'intérieur, on retrouvait une chaise à porteurs avec Catherine. | Hillwood Museum, États-Unis                      |
| 1915  | Œuf de la Croix-Rouge aux portraits impériaux |       | Rend hommage à l'implication de Maria Fedorovna comme présidente de la Croix-rouge durant la Première Guerre mondiale. Contient les portraits de l'impératrice Alexandra, de ses filles Olga et Tatiana et deux proches parentes, Olga Alexandrovna et Marie Pavlovna. Chacune porte l'habit des sœurs de la Miséricorde. | Virginia Museum of Fine Arts, États-Unis         |
| 1916  | Œuf à la croix de Saint-Georges               |       | Commandé durant la guerre pour commémorer l'Ordre impérial et militaire de Saint-Georges attribué à l'empereur Nicolas et son fils Alexis Nikolaïevitch. | Viktor Vekselberg, Russie                        |
| 1917  | Œuf en bouleau ou Œuf de Carélie (en)         |       | Don de Nicolas II à Maria Feodorovna, mais ne lui fut jamais offert, puis perdu mais retrouvé en 2001, et a intégré le musée en 2002 | Musée Fabergé, Baden-Baden, Allemagne            |

### Œufs offerts par le tsarNicolas IIà sa femme l'impératriceAlexandra Fedorovna
| Année | Nom de l’Œuf                                          | Image | Description | Propriétaire                                                                                            |
| ----- | ----------------------------------------------------- | ----- | --- | --- |
| 1895  | Œuf à la rose (en)                                    |       | Œuf recouvert d'émail rouge, de style néoclassique, il est orné de flèches de Cupidon qui évoquent l'amour que porte le tsar à son épouse. Il s'ouvre pour révéler un bouton de rose jaune articulé contenant deux surprises minuscules : une réplique miniature de la couronne impériale et un pendentif de rubis, aujourd'hui disparus.                                                       | Viktor Vekselberg, Russie                                                                               |
| 1896  | Œuf aux miniatures tournantes                         |       | Fabriqué en cristal de roche | Virginia Museum of Fine Arts, États-Unis                                                                |
| 1897  | Œuf au carrosse du couronnement                       |       | En 1982, un œuf basé sur celui-ci a été utilisé pour le film de la série des James Bond, Octopussy; une réplique plus fidèle est utilisée en 2004 dans le film Ocean's Twelve, où il est convoité par les héros. | Viktor Vekselberg, Russie                                                                               |
| 1898  | Œuf au muguet                                         |       | Réalisé par Michael Perchin | Viktor Vekselberg, Russie                                                                               |
| 1899  | Œuf des muguets de la Madone                          |       | | Palais des Armures, Moscou                                                                              |
| 1900  | Œuf au Transsibérien                                  |       | Réalisé par Michel Perkhine. L'œuf est en argent, le sommet est recouvert d'émail vert. La carte du Transsibérien et sa date d'ouverture (1900) sont gravés dessus. Trois griffons le portent. À l'intérieur est logé un modèle en or du premier Transsibérien. Il est doté d'un moteur miniaturisé et d'une lanterne en rubis. La locomotive est en platine, les vitres des wagons en cristal. | Palais des Armures, Moscou                                                                              |
| 1901  | Œuf au Panier de fleurs sauvages                      |       | | Charles III, Angleterre                                                                                 |
| 1902  | Œuf aux trèfles                                       |       | | Palais des Armures, Moscou                                                                              |
| 1903  | Œuf de Pierre le Grand                                |       | Contient une reproduction miniature de la statue équestre de Pierre le Grand par Falconet en 1782. | Virginia Museum of Fine Arts, États-Unis                                                                |
| 1906  | Œuf du Kremlin                                        |       | | Palais des Armures, Moscou                                                                              |
| 1907  | Œuf au treillis de rose (en)                          |       | Œuf créé à l'occasion de la naissance de l'héritier, il est orné d'entrelacs de diamants sur un parterre d'émail vert. Au centre de chaque croisillon s'épanouit une rose. | Walters Art Gallery, États-Unis                                                                         |
| 1908  | Œuf au palais d'Alexandre                             |       | | Palais des Armures, Moscou                                                                              |
| 1909  | L'Œuf au Standaart                                    |       | Représentation du yacht impérial. | Palais des Armures, Moscou                                                                              |
| 1910  | Œuf à la pendulette à colonnade                       |       | | Charles III, Angleterre                                                                                 |
| 1911  | Œuf du quinzième anniversaire                         |       | | Viktor Vekselberg, Russie                                                                               |
| 1912  | Œuf du tsarévitch                                     |       | Fabriqué en lapis-lazuli, décoré d'or et de diamant, avec des motifs d'aigles, de cariatides, de dais, de paniers fleuris et de plumes d'aigrette. L'intérieur contenait un portrait sur ivoire du prince Alexis à l'âge de 8 ans. | Virginia Museum of Fine Arts, États-Unis                                                                |
| 1913  | Œuf du tricentenaire des Romanov                      |       | | Palais des Armures, Moscou                                                                              |
| 1914  | Œuf en mosaïque                                       |       | En hommage à l'engouement de la broderie dans la haute société, il est recouvert d'une mosaïque de brillants, de diamants et de pierres minuscules. Il contient comme surprise le portrait en médaillon sur pied des trois enfants du tsar. | Charles III, Angleterre                                                                                 |
| 1915  | Œuf de la Croix-Rouge au triptyque de la Résurrection |       | | Cleveland Museum of Art, États-Unis                                                                     |
| 1916  | Œuf militaire en acier                                |       | | Palais des Armures, Moscou                                                                              |
| 1917  | L'Œuf constellation                                   |       | Ne fut jamais présenté à Alexandra Fedorovna. Deux exemplaires sont connus. | L'un au Musée minéralogique Alexandre Fersman (en), Moscou, et l'autre au Musée Fabergé de Baden-Baden. |

## Œufs pour la famille Kelch-Bazanova
Œufs pour la famille Kelch-Bazanova (en)
| Année | Nom de l'Œuf                | Image | Description                                                                      | Propriétaire                                                                |
| ----- | --------------------------- | ----- | -------------------------------------------------------------------------------- | --------------------------------------------------------------------------- |
| 1898  | L'Œuf à la poule            |       |                                                                                  | Collection Viktor Vekselberg                                                |
| 1899  | L'Œuf aux douze panneaux    |       |                                                                                  | Collection royale britannique                                               |
| 1900  | L'Œuf à la pomme de pin     |       |                                                                                  | Collection privée, États-Unis                                               |
| 1901  | L'Œuf aux fleurs de pommier |       | 11,5 × 14 cm, néphrite, or vert et rouge, diamants, argent, émail blanc, velours | Musée National du Liechtenstein (en), Vaduz                                 |
| 1902  | L'Œuf rocaille              |       |                                                                                  | Collection privée, États-Unis                                               |
| 1903  | L'Œuf bonbonnière           |       |                                                                                  | Collection privée, États-Unis                                               |
| 1904  | L'Œuf de Chanteclair        |       |                                                                                  | Collection Viktor Vekselberg, visible au Musée Fabergé de Saint-Pétersbourg |

## Autres œufs
| Année          | Nom de l'Œuf                               | Image | Description | Propriétaire                                                                  |
| -------------- | ------------------------------------------ | ----- | --- | ----------------------------------------------------------------------------- |
| 1885-1891      | L'Œuf au treillis de diamants              |       | | États-Unis, Houston                                                           |
| 1885-1889      | L'Œuf Résurrection                         |       | | Collection privée, Lucie Falempin, France                                     |
| 1902           | L'Œuf de la duchesse de Marlborough        |       | Acquis en Russie par la duchesse, née Consuelo Vanderbilt | Collection Viktor Vekselberg                                                  |
| 1902           | L'Œuf de Rothschild                        |       | Offert à l'origine par Béatrice Ephrussi de Rothschild à Germaine Halphen à l'occasion de ses fiançailles avec le jeune frère de Béatrice, le baron Édouard de Rothschild. Vendu aux enchères le 28 novembre 2007 à Mr. Alexander Ivanov qui l'a offert ensuite à la Russie. Vladimir Poutine l'a remis officiellement au Musée, le 8 décembre 2014 | Musée de l'Ermitage, Saint-Pétersbourg, Russie                                |
| 1899-1903      | L'Œuf à la poule de la collection Quisling |       | | Localisation actuelle inconnue                                                |
| 1907           | L'Œuf de la famille Youssoupoff            |       | Offert par le Prince Félix Ioussoupov à sa femme, la Princesse Irina, pour leur 25e anniversaire de mariage | Collection Edouard et Maurice Sandoz, Musée de l'Horlogerie, Le Locle, Suisse |
| Vers 1914-1916 | L'Œuf Snowflake                            |       | Œuf réalisé pour Emanuel Nobel | Collection privée, France                                                     |

## Dans la fiction

### Cinéma
Les œufs de Fabergé sont présents au cinéma dans les films suivants :
- Octopussy en 1983,
- Fantôme avec chauffeur en 1996,
- Minuit dans le jardin du bien et du mal en 1997,
- Détective Conan : Le Magicien de la fin du siècle en 1999,
- Ocean's Twelve en 2004,
- The Code en 2009,
- Intouchables en 2011,
- Les Meilleurs Amis du monde en 2010,
- Le Vieux qui ne voulait pas fêter son anniversaire en 2013
- Game Night en 2018.
- Between Two Ferns: The Movie en 2019.

### Télévision
Un œuf de Fabergé est présent à la télévision dans :
- Les Simpson, saison 6, épisode 22 (Salut L'artiste) (1995).
- Les Simpson, saison 17, épisode 7 (Une casse sans casse) (2005).
- Mutant X, saison 1, épisode 18 (Les démons du passé) (2001).
- FBI : Duo très spécial, saison 6, épisode 4 (La Belle Arnaqueuse) (2014).
- Person of Interest, saison 4, épisode 19 (Recherche Machine) (2015).
- Peaky Blinders, saison 3, épisode 5, en 2016. Un des œufs apparaît en guise de prix à payer de la part de riches russes pour les services des Peaky Blinders
- Plus belle la vie, épisode 2017. Un œuf de Fabergé appartenant à Céline Frémont (Rebecca Hampton) est volé par son père Charles Frémont (Alexandre Fabre) qui le remplace par une copie faite en plâtre.
- Hooten and the Lady, saison 1, épisode 6 (2016),
- Dans Riverdale, Hiram Lodge (Mark Consuelos) est le propriétaire d'un œuf qu'il garde dans son bureau.
- La Reine du sud, saison 2, épisode 8 (2019),
- Switch (en), drama coréen, épisode 18 (Change the world) (2018). Il est question du vol du troisième œuf impérial, prêté par la Russie, lors d'une exposition en Corée.
- Les Enquêtes de Morse, saison 5, épisode 1 (Innocence) (2018)[16].
- Batwoman, saison 1, épisode 4 (Who Are You?) (2019). La voleuse Magpie tente de dérober un œuf dans un musée.
- Dans un épisode de la troisième saison de Dynastie, Fallon Carrington (Elizabeth Gillies) fait référence aux œufs.
- Flynn Carson et les Nouveaux Aventuriers, saison 4, épisode 3 (2017-2018), une première référence en est faite comme cadeau fait part Ezekiel à sa mère (qui ne comprend pas à quel point c'est un objet précieux). Puis plus tard dans l'épisode l'on peut en apercevoir un, au moment où sa mère en comprend la vraie valeur.
- Legends of Tomorrow, saison 5, épisode 1 (Meet the Legends) (2020).
- The Blacklist, saison 7, épisode 11 (Victoria Fenberg (No. 137)) (2020). Un œuf est dérobé dans un musée.
- Lupin, saison 1, épisode 5 (Chapitre 5 : Étretat) (2021). Assane Diop (Omar Sy) dérobe un œuf à une dame fortunée.
- Festival international du cirque de Monte-Carlo , édition 2019, la compagnie Royal Circus de Gia Eradze présente un numéro avec des œufs Fabergé[17].